# Козарув
Козарув (пол. Kozarów) — село в Польщі, у гміні Ужендув Красницького повіту Люблінського воєводства.
Населення — 144 особи (2011).

## Демографія
Демографічна структура станом на 31 березня 2011 року:
|          | Загалом | Допрацездатний вік | Працездатний вік | Постпрацездатний вік |
| -------- | ------- | ------------------ | ---------------- | -------------------- |
| Чоловіки | 71      | 18                 | 45               | 8                    |
| Жінки    | 73      | 16                 | 40               | 17                   |
| Разом    | 144     | 34                 | 85               | 25                   |